# Thomas Zellhuber
Thomas Zellhuber (* 6. Juni 1976 in Oberstdorf) ist ein ehemaliger deutscher Eishockeytorwart und -trainer. Zwischen 2015 und 2021 betreute er seinen Heimatverein EV Füssen zunächst als Cheftrainer, ab 2018 als Sportmanager.

## Spielerkarriere
Von 1993/94 bis 1994/95 spielte Thomas Zellhuber bei den Junioren des EV Füssen, wo er 1993/94 im Oberliga-Kader des EV Füssen stand, bevor er ab 1995/96 für den EV Füssen zuerst in der 1. Liga Süd und 1996/97 bis 1998/99 in der 2. Liga Süd spielte. Für die Saison 1999/00 wechselte er zur EA Kempten. 2000/01 und 2001/02 spielte er für den ESV Kaufbeuren, bevor er für 2002/03 und 2003/04 zum EHC Wolfsburg wechselte. 2004/05 spielte er für die Blue Lions Leipzig und 2005/06 und 2006/07 für den ETC Crimmitschau. 2007/08 spielte er für die EVR Tower Stars, bevor er 2008/09 wieder für den EV Füssen spielte. Ab 2009/10 bis zum Ende seiner Spielerkarriere 2014 spielte er beim ERC Sonthofen.

## Trainerkarriere
Seit der Neugründung des EV Füssen im Jahr 2015 konnte er zwei Aufstiege mit der Mannschaft feiern.